# Kỳ giông Ezo
The Ezo Salamander hoặc Hynobius retardatus (tên tiếng Anh: Hokkaido Salamander) là một loài kỳ giông thuộc họ Hynobiidae.
Đây là loài đặc hữu của Nhật Bản.
Môi trường sống tự nhiên của chúng là rừng ôn đới, vùng cây bụi ôn đới, đầm nước, đầm nước ngọt, đầm nước ngọt có nước theo mùa, suối nước ngọt, đất có tưới tiêu, và kênh đào và mương rãnh.

## Hình ảnh

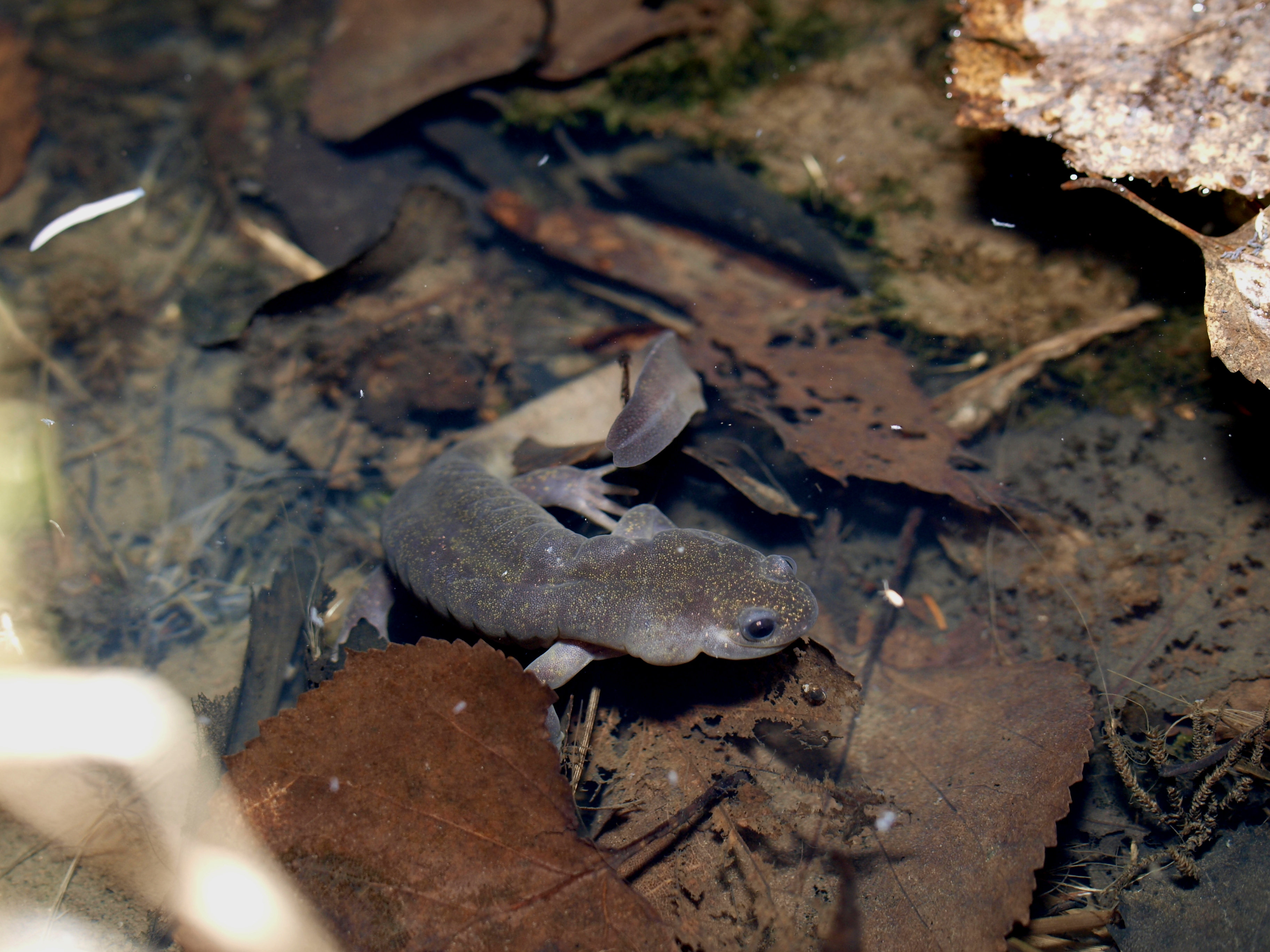